# Римуски
Римуски — город в канадской провинции Квебек в административном регионе Ба-Сен-Лоран. Расположен примерно в 325 км к северо-востоку от города Квебека. Город насчитывает около 46 430 жителей, расположен на южном берегу реки Святого Лаврентия и насчитывает большое число туристических достопримечательностей. Название муниципалитета происходит от слова из языка индейского племени микмаков «земли лося» или «земля собаки». С расширением промышленного района, открытием нового театрального зала и универмагов, Римуски подтвердил статус города.
Римуски является крупным региональным центром. Здесь расположены несколько учреждений, таких как Университет Квебека в Римуски и Cégep Римуски. Кроме того, город является центром римско-католической архиепископии. Собор Сен-Жермен является самым высоким зданием в центре города.
В Римуски расположена большая группа франко-и двуязычных институтов, посвященных океанологии и морским технологиям. Эти организации включают себя в Институт океанологии Квебека, Институт моря, Центр по исследованиям морских биотехнологий, Междисциплинарный центр развития картографии океанов Институт Мориса — Ламонтейна (НИИ федерального министерства рыболовства и океанов), основанный в Монт-Жоли.
Достопримечательностью города является морской музей, главными экспонатами которого являются:
- подводная лодка «Онондага» класса «Оберон»
- маяк
- музей истории гибели корабля «Empress of Ireland»

С 1995 года в городе выступает клуб Главной юниорской хоккейной лиги Квебека «Римуски Осеаник». В разные годы за эту команду выступали Сидни Кросби, Венсан Лекавалье, Брэд Ричардс, Мишель Уэлле, Михаэл Фролик.

## Районы
Город разделен на 11 районов:
- Район 1 — Сакре-Кёр
- Район 2 — Назарет
- Район 3 — Сен-Жермен
- район 4 — Римуски-Эст
- округу № 5 — Пуэнт-о-Пер
- район 6 — Сент-Одиль
- Район 7 — Санкт-Роберт
- район 8 — Террассес Артур-Бойе
- Район № 9 — Сент-Пий-X
- район 10 — Сент-Блендин/Монт-Лебель
- район 11 — Ле-Бик

В 2002 году в состав города вошли следующие общины (в скобках указана численность населения по данным на 2001 год):
- Римуски (31 305)
- Пуант-о-Пер (4 171)
- Сент-Блендин (2 218)
- Римуски-Эст (2 058)
- Сент-Одиль-сюр-Римуски (1 463)
- Мон-Лебель (334)

16 сентября 2009 г. город Римуски объединился с муниципалитетом Ле-Бик.

## Галерея

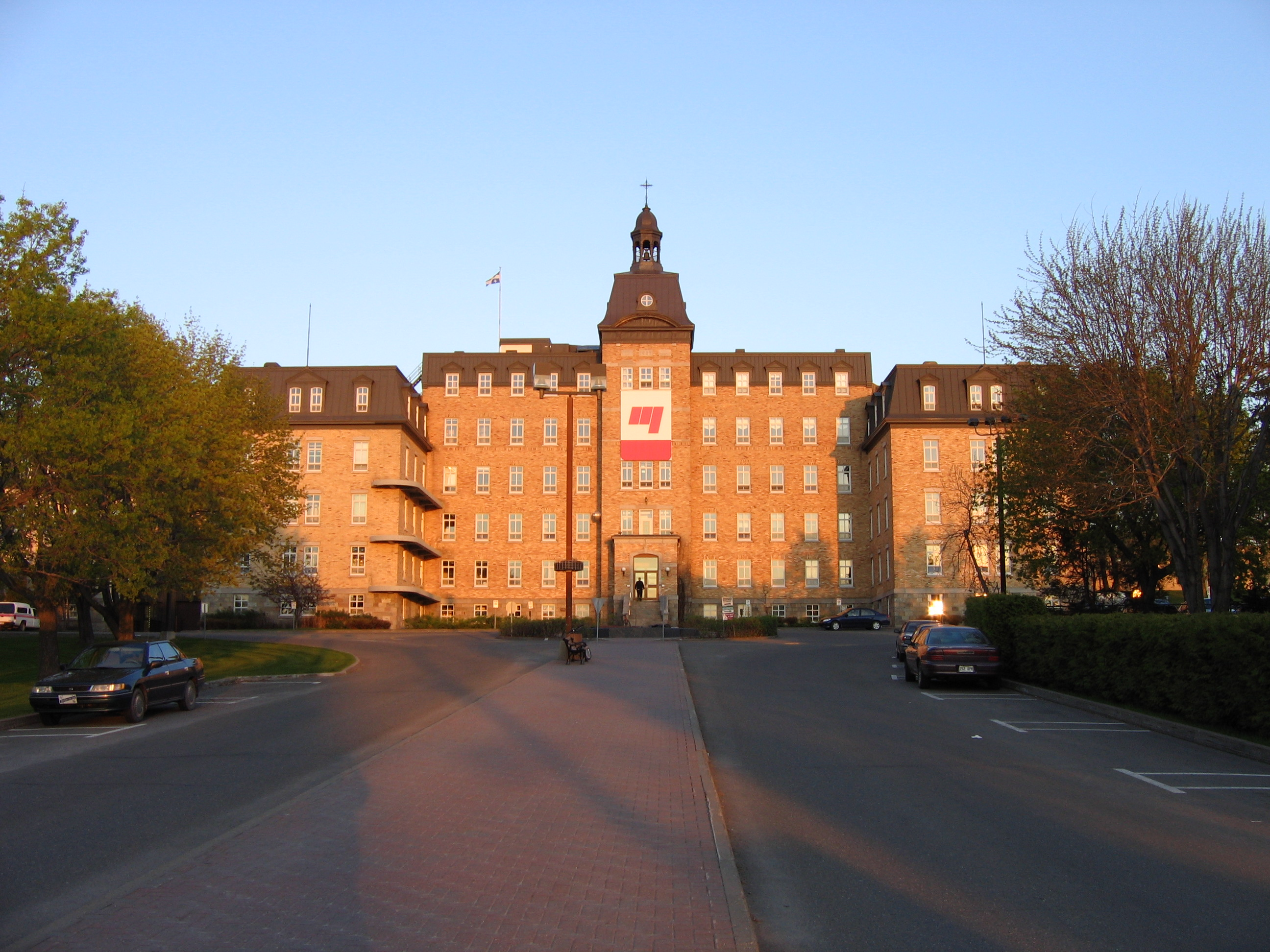
Университет Квебека в Римуски
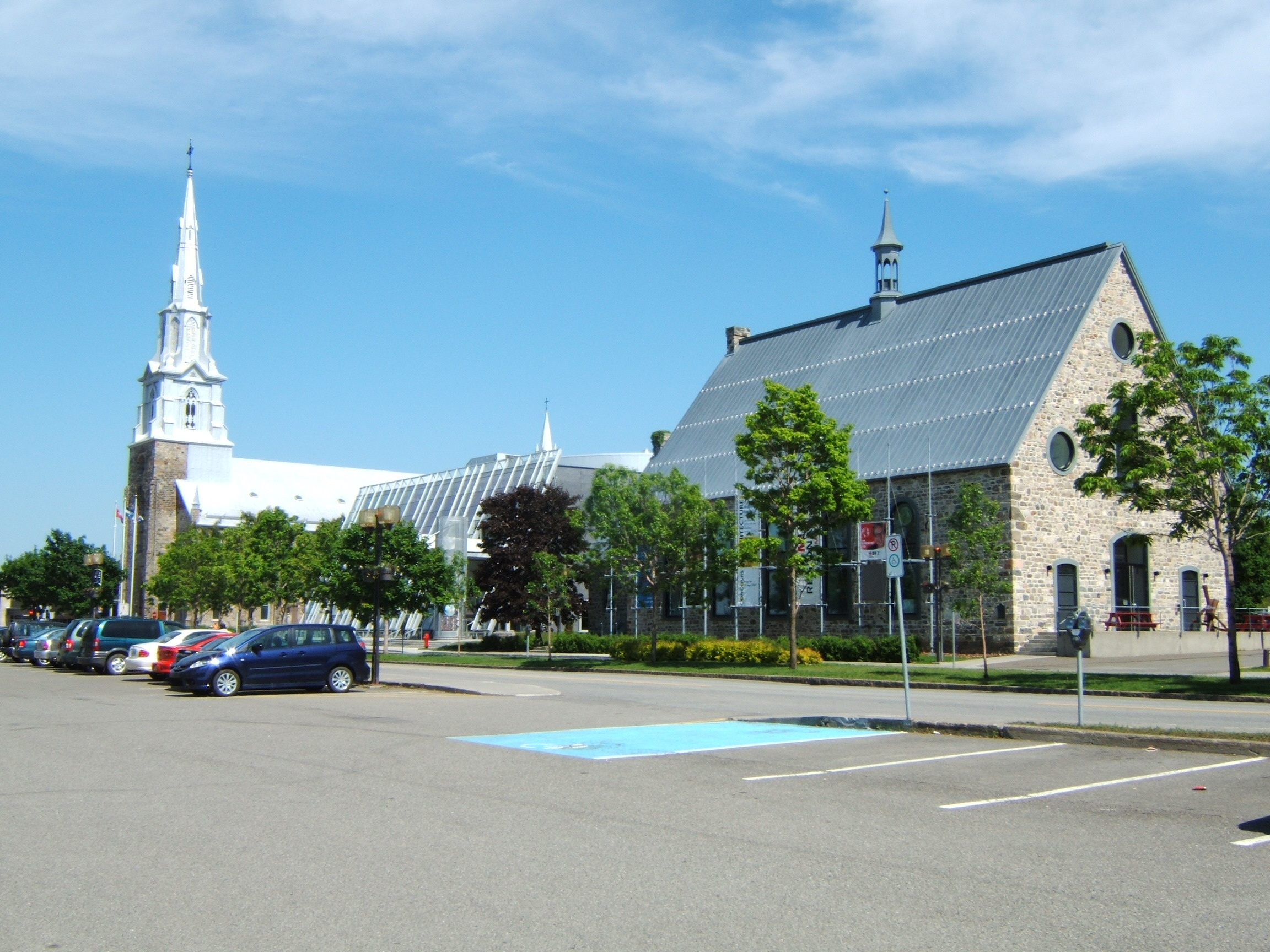
Центр города Римуски